# Nassarius eusulcatus
Nassarius eusulcatus is een slakkensoort uit de familie van de Nassariidae. De wetenschappelijke naam van de soort is voor het eerst geldig gepubliceerd in 1902 door G.B. Sowerby III.